# Spaniocelyphus delfinadoae
Spaniocelyphus delfinadoae är en tvåvingeart som beskrevs av Joann M. Tenorio 1972. Spaniocelyphus delfinadoae ingår i släktet Spaniocelyphus och familjen Celyphidae. Inga underarter finns listade i Catalogue of Life.